# Hormius antefurcalis
Hormius antefurcalis är en stekelart som beskrevs av Sergey A. Belokobylskij 1995. Hormius antefurcalis ingår i släktet Hormius och familjen bracksteklar. Inga underarter finns listade i Catalogue of Life.